# Dodge A-Serie

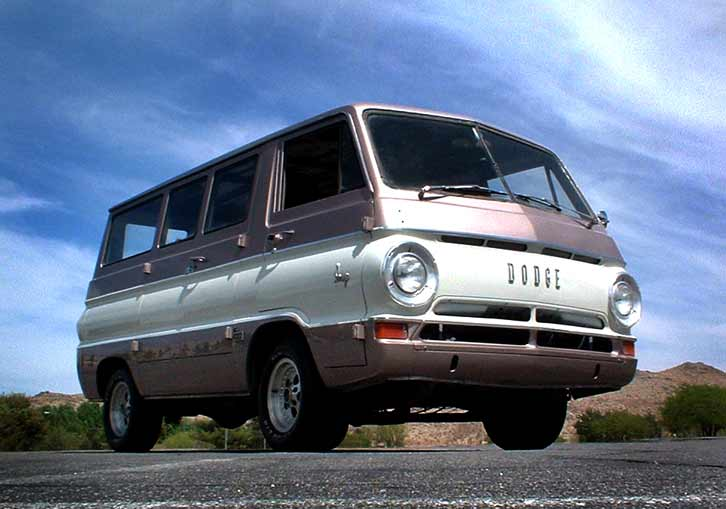
A100 Custom Sportsman

Die Dodge A-Serie (oder Forward Control) war eine Baureihe von Vans und Pickups, die Chrysler unter den Markennamen Dodge und Fargo 1964 bis 1970 herstellte. Seine Konkurrenten waren der Ford Econoline und der Chevy Van, sein Vorbild der VW-Bus der ersten Generation. Fahrerkabine und Motor waren über der Vorderachse angeordnet. Der A100 hatte einen Radstand von 2286 mm. Von 1967 bis 1970 wurde zusätzlich der A108 mit einem Radstand von 2743 mm angeboten. Der A108 wurde gerne in Campingbusse umgebaut.
1967 war auch das Jahr, in dem einige Neuerungen zum Thema Sicherheit Einzug hielten: Crash Pad für den Beifahrer, Entfernung des Zündschlüssels aus dem Kniebereich des Fahrers, Dual-Hauptbremszylinder, Rückfahrscheinwerfer, Verkleidung an den Fahrer- und Beifahrertüren.
Ein wesentlich getunter A100-Pickup, der mit einer Chrysler-Hemi-Maschine bestückt war, wurde als Little Red Wagon – gefahren von Bill "Maverick" Golden – von den 1960er-Jahren bis ins Jahr 2000 bei Autorennen eingesetzt.
Ein anderer wesentlich veränderter A100-Pickup, der von Harry Bentley Bradley entworfen wurde, war die Basis für das Showcar Deora, eines der 16 original Hot-Wheels-Modellautos von 1968.
Im Film Blutgericht in Texas fahren die fünf Protagonisten in einem A100-Van mit ausgebauter 2. Sitzreihe. Im Film Cars ist die Nebenrolle des Dusty Rust-Eze mit einem stark verrosteten A100 besetzt.

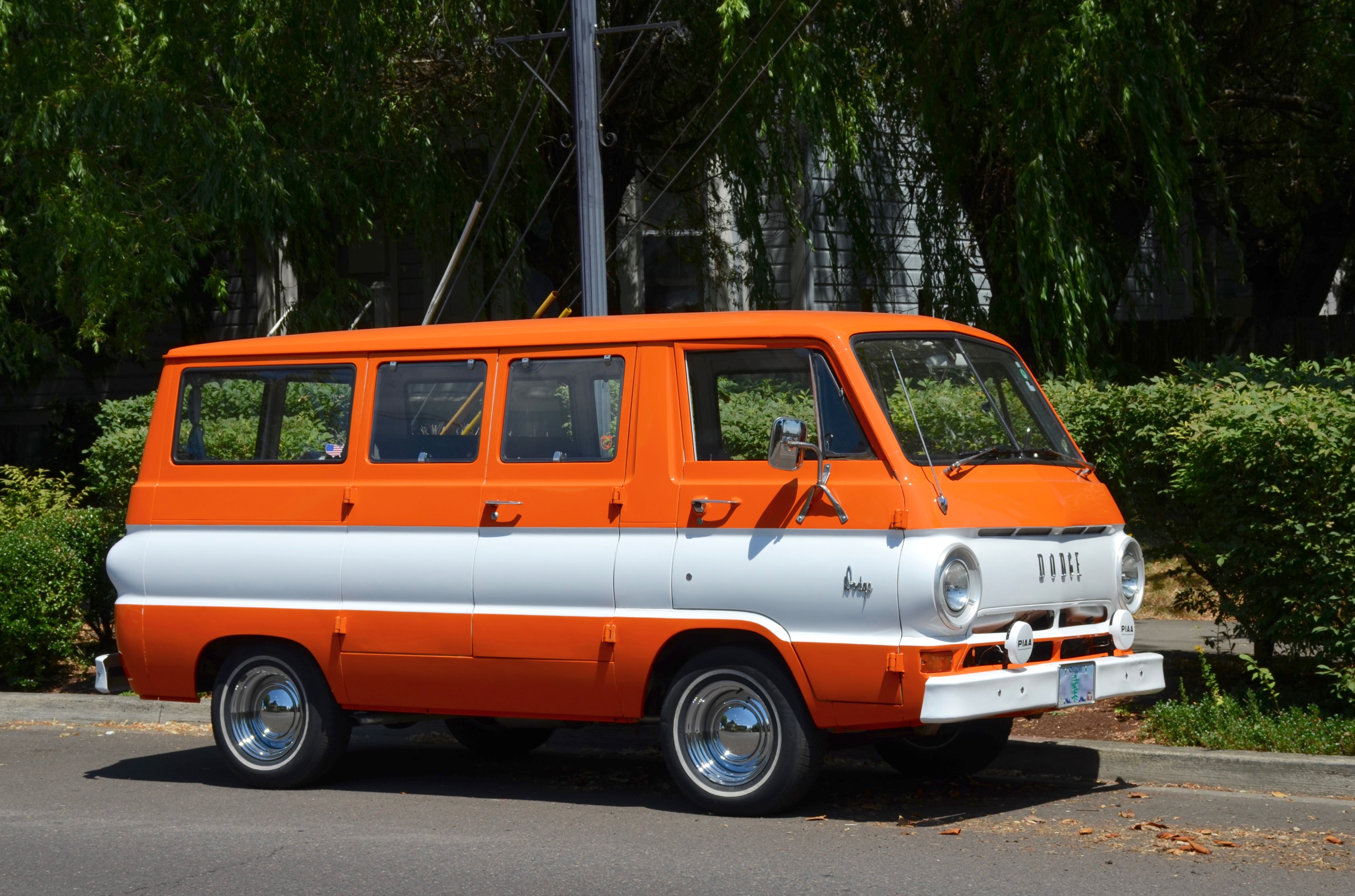
Restauriert A100 Sportsman Van

## Motoren
- 1964–1966: 2,8 Liter-R6 Chrysler (101 bhp / 75 kW)
- 1970: 3,2 Liter-R6  Chrysler (125 bhp / 93 kW)
- 1964–1970: 3,7 Liter-R6 Chrysler (145 bhp / 108 kW)
- 1965–1966: 4,5 Liter-V8 Chrysler LA (180 bhp / 132 kW)
- 1967–1970: 5,2 Liter-V8 Chrysler LA (210 bhp / 154 kW)

## Dodge L-Serie
Von 1966 bis 1971 baute Dodge mittelgroße Lastwagen der L-Serie, die auf dem A100 basierten.